# Rörö naturreservat

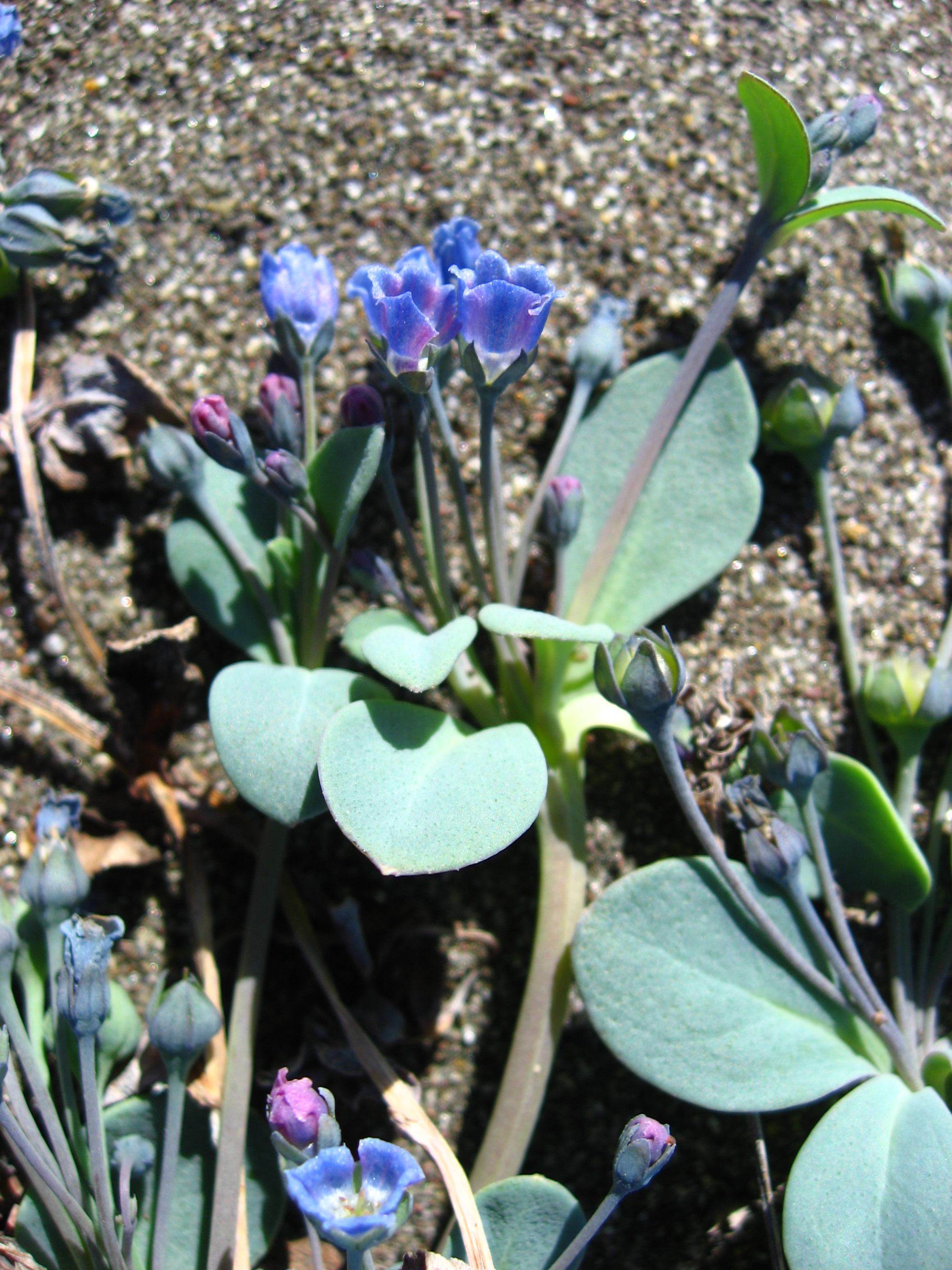
ostronört

Rörö naturreservat är ett naturreservat på Rörö längst norrut i Öckerö socken/Öckerö kommun i södra Bohuslän. Naturreservatet inrättades 1975 och förvaltas av Västkuststiftelsen.
Två tredjedelar av Rörö, i princip hela södra, västra och norra delarna, är naturreservat. Reservatet omfattar förutom 182 hektar land även 728 hektar vatten. Trots sin relativt begränsade areal erbjuder Rörö ett naturgeografiskt och geomorfologiskt stoff av stort värde för studier av glacialmorfologi, strandförskjutningar med mera. Havsstrandfloran på block-, sten- och grusstränderna har ett stort intresse bland annat genom förekomster av flera sällsynta och växtgeografiskt intressanta arter. Med sina naturkvaliteter har Rörö blivit ett betydelsefullt exkursionsmål för skolor på skilda nivåer och intresseföreningar av olika slag. Havsstrandfloran har ett speciellt intresse med åtskilliga sällsynta växtarter. Inslaget av suboceaniska växtelement är stort. Strandvallmo, strandmalört, ostronört, prickstarr, bohusfetknopp och kustarv utgör ett axplock av växtgeografiskt intressanta arter. En fotoflora över Rörös växtliv finns via länk nedan. Övergången mellan havsstranden med dess saliniskt präglade växtsamhällen till de mycket näraliggande sötvattensamlingarna med sin limniska flora har också ett intresse.
Friluftslivet är väletablerat på ön. Särskilt den södra delen med fina bad runt Ersvik är ett omtyckt utflyktsmål. På öns högsta punkt och på andra ställen finns fornlämningar från främst bronsåldern och efter militär verksamhet, bunkrar och andra installationer som tillkommit under andra världskriget. På några ställen i naturreservatet finns det gravar där ilandflutna sjömän eller andra sjöfarare rösats. I modern tid har kvarlevorna efter dessa avlidna flyttats till vigd jord. Västsidan av ön består av ett stort klapperstensfält, här kan man göra många vrakfynd av allt som havet spolar in mot stranden, dessvärre är det mesta sopor, ett öde som de flesta av Bohusläns stränder mot väst och vrakvikar delar med Rörös västsida. Det är direkt olämpligt att bada utefter västsidan då dyningar och underströmmar kan överraska och dränka intet ont anande badare. I södra delen av naturreservatet finns också två sötvattensdammar, Stora och Lilla Ers vatten, som kanske fortfarande inhyser inplanterad karp. På tidigt 1980-tal var den några ungdomar som planterade in dessa karpar i den större av dammarna, detta som ett projekt i skolan. Här finns också en säregen "skog" av dvärgvuxen tall.
Öns centrala delar består av basiska bergarter som gynnar en rikhaltig och speciell flora. Annars kännetecknas ön av stora ljunghedar i dalsänkorna mellan höjderna. På försommaren blommar även trift på stora ytor. Ostronört är en av Sveriges mest hotade arter och den förekommer på tio lokaler på Bohuskusten, däribland på Rörö.